# Paulin Enfert
Paulin Enfert, né à Nevers le 5 juillet 1853 et mort à Gien le 1er septembre 1922, est un militant et homme d'œuvres catholique. D'abord soucieux de catéchiser les jeunes défavorisés du quartier de la Maison-Blanche du 13e arrondissement de Paris, ce laïc est à l'origine de la création dans l'arrondissement de deux patronages et de plusieurs œuvres de charité dont celle de La Mie de pain qui existe toujours au XXIe siècle.

## Biographie

### Jeunesse
Paulin Enfert est né à Nevers en juillet 1853, second enfant d'une famille modeste. Quatre ans plus tard, son père, corroyeur de profession, monte à Paris et s'installe dans le futur 13e arrondissement qui est à cette époque un des plus pauvres de la capitale, essentiellement peuplé de tanneurs et de chiffonniers. Élevé dans la religion catholique, Paulin Enfert fréquente l'école communale dirigée par les frères des écoles chrétiennes.

### La guerre de 1870
Paulin Enfert a tout juste 17 ans lorsqu'éclate la guerre de 1870. Malgré son jeune âge, il s'engage pour défendre sa patrie. C'est donc en soldat qu'il vit le siège de Paris par l'armée prussienne, les bombardements, les rationnements et en fin de compte l'amertume cuisante de la défaite.
Rendu à la vie civile après l'armistice du 28 janvier 1871, Paulin Enfert est envoyé par ses parents se reposer à Gien dans sa famille maternelle et il n'assiste donc pas aux événements de la Commune.
De retour à Paris le 26 mai 1871, il parcourt les rues de son quartier où les combats entre les communards et l'armée versaillaise ont fait de très nombreuses victimes dont les cadavres jonchent encore les pavés. Parmi eux, ceux de cinq religieux, les frères dominicains d'Arcueil, massacrés la veille par les communards du 13e arrondissement. Il est probable que le spectacle de ces massacres va contribuer pour beaucoup à forger sa vocation et sera un des catalyseurs de ses engagements et actions futurs.

### Activité professionnelle
D'un point de vue professionnel, après s'être essayé à différents métiers, il entre en 1887, à 34 ans, comme employé dans une grande compagnie d'assurances, poste qu'il conserve toute sa vie. C'est à ce titre d'expert qu'il participe aux réunions de travail et aux congrès de la Fédération gymnastique et sportive des patronages de France (FGSPF).
Tout entier consacré à son patronage et à ses œuvres qui occupent, en dehors de son travail, tous ses temps libres, Paulin Enfert vit humblement. Resté célibataire, il meurt paisiblement à Gien le 1er septembre 1922, à l'âge de 69 ans. Rapatrié à Paris, son corps est inhumé au cimetière de Gentilly.

## Œuvres

### Le catéchisme des retardataires

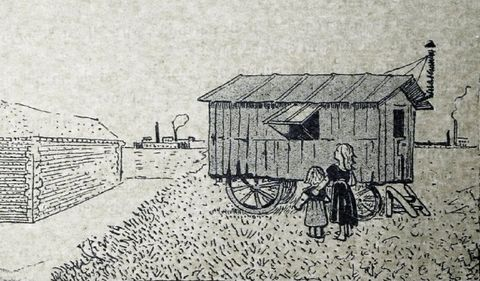
La roulotte de Paulin Enfert dans les fortifications.

Après son service militaire, Paulin Enfert commence à se produire dans les cercles catholiques ouvriers et autres œuvres catholiques de jeunesse de l'époque où il organise des spectacles de prestidigitation. Chrétien engagé dans la vie de sa paroisse, la chapelle Bréa avenue d'Italie, il consacre tout son temps libre à différentes œuvres de charité. Il assure notamment le catéchisme des jeunes et les prépare à la première communion. À partir de 1887, il commence à rassembler quelques dizaines de jeunes désœuvrés du quartier dans les fossés des fortifications de Paris pour les occuper les jeudi après-midi, les dimanches et leur enseigner le catéchisme. Une roulotte leur sert d'abri.

### Le patronage Saint-Joseph de la Maison-Blanche

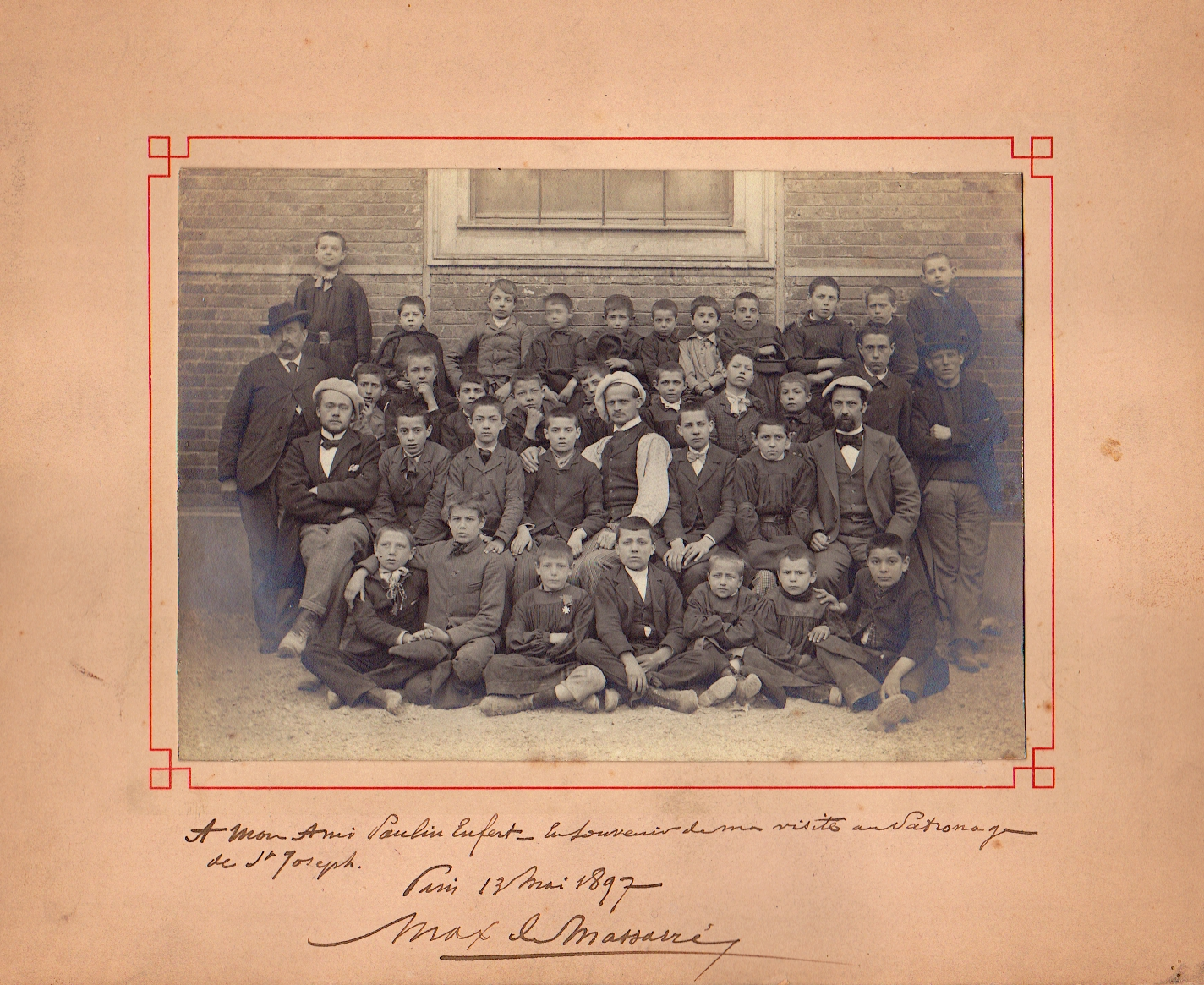
Un groupe du patronage Saint-Joseph. À droite avec un béret blanc, Paulin Enfert.

L'année suivante, il trouve dans la personne d'un notable de la paroisse Saint-Roch, Jules Nolleval qui lui loue un premier terrain rue Bobillot, l'occasion de pérenniser son initiative en créant le patronage Saint-Joseph de la Maison-Blanche dont il devient le directeur.
Les premiers bâtiments du patronage sortent lentement de terre, financés par des dons et des sermons de charité tandis que le nombre de jeunes fréquentant le patronage Saint-Joseph ne cesse d'augmenter, atteignant bientôt plusieurs centaines.

### L'église Sainte-Anne
En 1891, il est décidé d'ériger sur une partie du terrain du patronage une nouvelle église qui deviendra l'église Sainte-Anne de la Butte-aux-Cailles. Sa construction débute en 1894 et s'achève en 1912. 
En compensation de la portion de terrain occupée par la nouvelle église, Paulin Enfert acquiert un second terrain, situé non loin de là, rue Charles-Fourier et entreprend à partir de 1900 d'y continuer le développement de son patronage.

### La Mie de pain

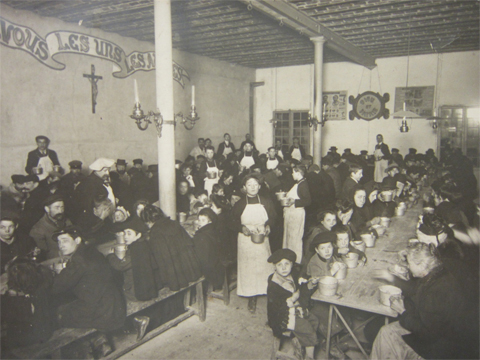
Le réfectoire de la Mie de pain vers 1910.

La plus connue des œuvres de Paulin Enfert est La Mie de pain, qui reste encore au XXIe siècle, une importante structure d'accueil et d'hébergement d'urgence de Paris.
L'idée de la Mie de pain est née en décembre 1891. Un soir, un groupe d'enfants du patronage se désole de n'avoir rien à offrir à manger aux pauvres qu'ils visitent. L'un de ces enfants, ayant observé un oiseau mangeant un morceau de mie de pain jeté à terre, a cette réflexion « On donne bien du pain aux oiseaux, pourquoi ne pas en demander pour nourrir les gens ? ». Avec l'idée de créer une sorte de soupe populaire, Paulin Enfert et le petit groupe se mettent en quête de matériel, organisent une collecte de nourriture auprès des commerçants du quartier, installent une marmite dans les locaux du patronage et accueillent, le premier soir, près d'une vingtaine de personnes. Le bouche à oreille aidant, il en vient toujours davantage, jusqu'à plusieurs centaines. La Mie de pain est née.
À partir de cette date, elle ouvre chaque hiver le jour de Noël et devient rapidement une véritable institution. Elle voit défiler parmi ses bénévoles de nombreuses personnalités, telles que le poète et écrivain Charles Péguy, Pierre Lhande, les frères Jean et Jérôme Tharaud ou encore Jean Nohain. Outre l'aspect charitable de l'initiative Paulin Enfert voit dans la Mie de pain également un moyen d'initier les jeunes du patronage à l'exercice concret de la charité. Lui-même y est très souvent présent, entamant le service par une prière.

## Autres œuvres
Outre le patronage accueillant les jeunes de neuf ans à leur majorité et La Mie de Pain, Paulin Enfert crée au fil des ans un secrétariat, un vestiaire et un cabinet médical pour les pauvres. Il met sur pieds deux petites conférences Saint-Vincent-de-Paul visitant des familles pauvres ou des personnes âgées du quartier, place des enfants en apprentissage, adopte des orphelins et organise régulièrement des sorties à la campagne pour les enfants. Il fait également construire un théâtre où, deux fois l'an, les jeunes du patronage préparent et interprètent des pièces de théâtre.

### Les Malmaisons
En 1897, Paulin Enfert réitère l'expérience du patronage Saint-Joseph en créant un second patronage rue Gandon, dans le quartier des Malmaisons. En 1909, ce patronage donnera lui aussi naissance à une seconde paroisse : Saint-Hippolyte.

### Montbricon
Retournant régulièrement en vacances à Gien, Paulin Enfert y acquiert plusieurs pavillons et crée en 1903 le hameau familial de Gien-Montbricon. Il y reçoit dès lors, à la manière de gîtes, les familles d'anciens du patronage pour qu'ils puissent y séjourner et s'y reposer à une époque où les congés payés n'existent pas encore.

### Une vie au service de la jeunesse et des pauvres
Si le patronage Saint-Joseph est  disparu, l'Union sportive et culturelle de la Maison-Blanche (USCMB), créée en 1909 à partir des activités sportives du patronage, existe toujours. En 1969, les anciens locaux du patronage de la rue Bobillot ont cédé la place à un foyer de jeunes travailleurs, le FJT Paulin Enfert.
De son côté, la Mie de pain, constituée en association loi de 1901 en 1920 et reconnue d'utilité publique depuis 1984, reste désormais ouverte toute l'année. Au-dessus, le refuge, ouvert en 1932 et fort de ses 440 lits, est une des plus importantes structures d'hébergement d'urgence de France. En 2011, des travaux y ont été entrepris afin de remplacer les plus anciens locaux datant de l'époque de Paulin Enfert par de nouvelles structures d'accueil. La première tranche des travaux s'est terminée à la fin de l'année 2013.

## Reconnaissance posthume
Outre le foyer de jeunes travailleurs de la rue Bobillot, deux rues ont été baptisées du nom de Paulin Enfert, une à Paris en 1931, et l'autre à Gien en 1938.
Lors de l'assemblée de la Conférence des évêques de France qui s'est achevée le vendredi 23 mars 2018, les évêques ont approuvé par vote l'ouverture de la cause en vue d'une éventuelle béatification du serviteur de Dieu Paulin Enfert,. L'enquête du diocèse de Paris s'est achevée le 5 juillet 2023 et la requête de canonisation va être envoyée au dicastère pour la Cause des Saints à Rome.

### Autres sources
- Archives historiques de l'Archevêché de Paris.
- Archives des œuvres de la Mie de pain et du patronage Saint-Joseph gérés par l'Association des amis de Paulin Enfert.
- Archives municipales de la ville de Gien
- Archives de la Société d'histoire et d'archéologie du Giennois (SHAG)